# Vlastimil Kročil
Vlastimil Kročil (* 10. května 1961 Brno) je český římskokatolický duchovní a od roku 2015 třináctý biskup českobudějovický.

## Život
Pochází z Modřic, z věřící rodiny. Vyučil se elektrikářem a osm let pracoval jako elektromontér v kolektorech. O kněžství začal vážně uvažovat roku 1982 po návratu ze základní vojenské služby, kterou strávil v Prešově a Boru u Tachova. Po maturitě v roce 1986 se pokoušel studovat na litoměřické teologické fakultě, když jej však ani napotřetí nepřijali, rozhodl se v roce 1988 emigrovat do Itálie. I když zpočátku prakticky vůbec neuměl italsky, stal se alumnem Papežské koleje Nepomucenum a po třech týdnech od svého příchodu začal studovat na Papežské lateránské univerzitě, kde setrval až do roku 1993. Poté postgraduálně studoval patristickou teologii na Papežské gregoriánské univerzitě a mezitím dne 16. července 1994 přijal v Českých Budějovicích kněžské svěcení. Po dokončení studií v roce 1996 začal vyučovat patristiku a starokřesťanskou literaturu na Teologické fakultě Jihočeské univerzity a stal se farním vikářem v Jindřichově Hradci a okolních farnostech (Blažejov, Roseč, Stráž nad Nežárkou, Novosedly nad Nežárkou, Číměř, Horní Pěna, Hůrky, Klášter a Nová Bystřice). Roku 1997 byl ustanoven administrátorem ve Veselí nad Lužnicí, kde zorganizoval opravu kostela Povýšení sv. Kříže i farního areálu, v němž mimo jiné vznikl farní sál. V roce 2008 získal doktorát teologie na Katolické univerzitě v Ružomberku, roku 2011 se stal okrskovým vikářem táborského vikariátu a od 14. září 2012 byl také kanovníkem Katedrální kapituly u sv. Mikuláše České Budějovice. Obdržel též Cenu města Veselí nad Lužnicí za rok 2012.
Dne 19. března 2015 jej papež František jmenoval českobudějovickým biskupem. Biskupské svěcení přijal Vlastimil Kročil 13. června 2015 v 10:40 hod. a vzápětí byl intronizován. Jeho hlavním světitelem byl pražský arcibiskup Dominik kardinál Duka, spolusvětiteli apoštolský nuncius Mons. Giuseppe Leanza a Kročilův předchůdce Mons. Jiří Paďour OFMCap. Jako své biskupské heslo si zvolil „Milovat a sloužit Bohu“.
Za své priority v biskupském úřadu označil důraz na rodinný život, kněžská povolání a charitu.
V roce 2019 byl biskup Kročil kritizován za údajnou nečinnost ve věci vyšetřování sexuálních deliktů duchovních v českobudějovické diecézi.

## Biskupský znak
Celý znak je kombinací osobního znaku a znaku českobudějovické diecéze. Znakem diecéze jsou tři zlatá jablka na černém podkladu, která jsou obecně atributem patrona diecéze sv. Mikuláše, doplněné stříbrnou hlavicí se třemi osmicípými hvězdami. V osobním znaku je na modrém poli, které symbolizuje vztah biskupa k mariánské spiritualitě, umístěn zlatý heroldský kříž se zeleným trojlístkem, připomínajícím sv. Patrika, misionáře a patrona Irska, který je zároveň křestním patronem biskupa Kročila.

## Dílo
- Passio Christi ve spisech Lva Velikého, L. Marek, Brno 2010, ISBN 978-80-87127-20-9